# Castello-Molina di Fiemme
Castello-Molina di Fiemme és un municipi italià, dins de la província de Trento. L'any 2007 tenia 2.207 habitants. Limita amb els municipis d'Altrei (BZ), Capriana, Carano, Cavalese, Pieve Tesino, Telve i Valfloriana.

## Administració
| Període | Identitat          | Partit        |
| ------- | ------------------ | ------------- |
| 2008-   | Adriano Bazzanella | Llista cívica |